# ألكيريا دي أثنار
بلدية ألكيريا دي أثنار (بالإسبانية: Alquería de Aznar) هي بلدية تقع في مقاطعة أليكانتي التابعة لمنطقة بلنسية شرق إسبانيا.

## الديموغرافيا
بلغ عدد سكان بلدية ألكيريا دي أثنار 508 نسمة عام 2011 (وفقاً للمعهد الوطني الإسباني للإحصاء).
| 407 | 416 | 432 | 449 | 455 | 508 | 508 |